# 피지 박물관

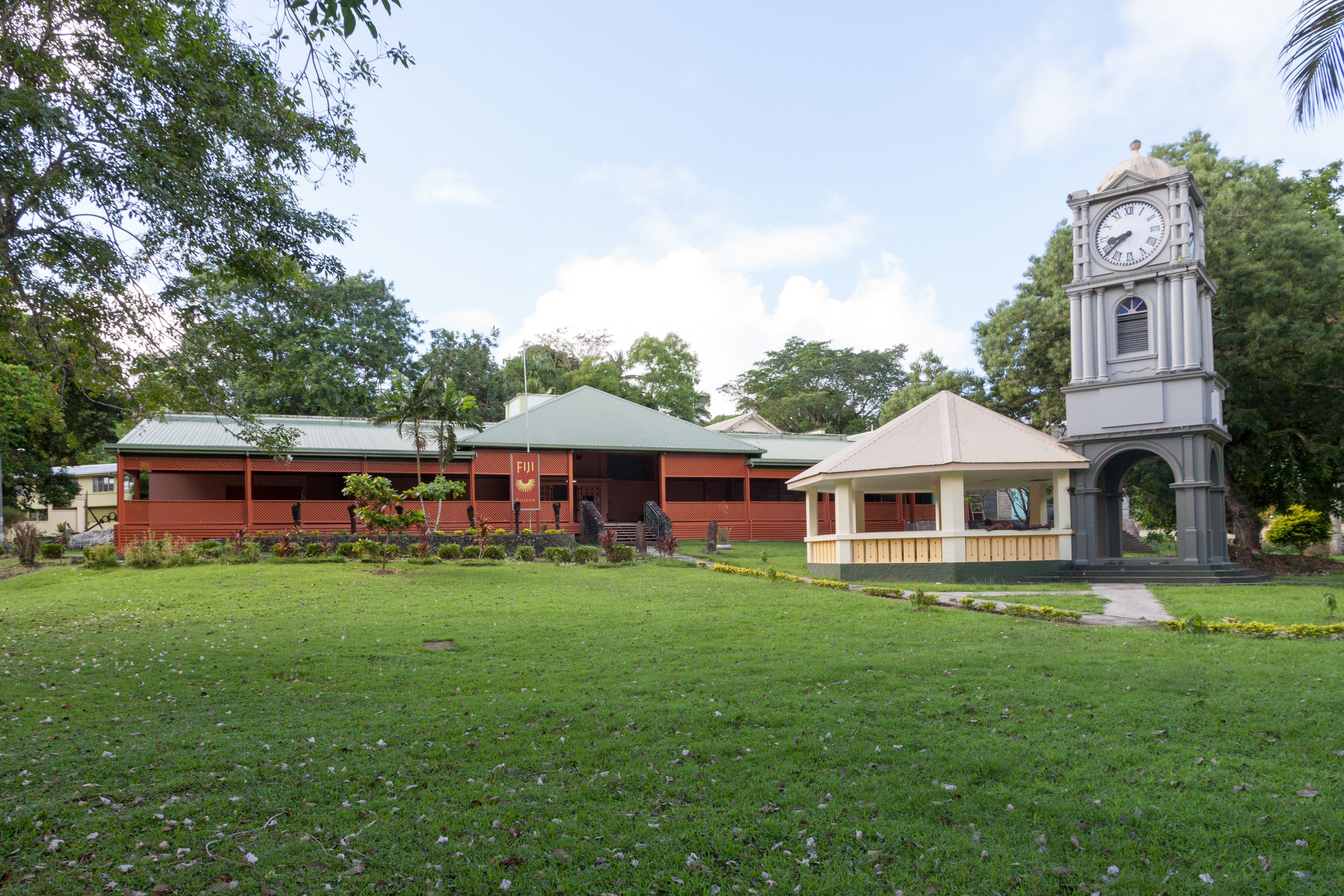
피지 박물관

피지 박물관(Fiji Museum)은 피지 수바의 서스턴 정원 내에 있는 박물관이다.
2006년까지 PIMA의 사무국이 위치했으며, 이후 PIMA는 바누아투의 포트빌라로 이전하였다.
3700년 전 피지의 토착 문화사 유물 및 고고학 수집품 등의 유물을 전시하고 있으며, 바운티 호의 반란의 HMS 바운티의 방향타와 라투 피나우(Ratu Finau)라고 불리는 드루아를 소장하고 있다.